# Халл, Джон Мартин
Джон Мартин Халл (англ. John Martin Hull, 22 апреля 1935 — 28 июля 2015) — английский педагог и теолог австралийского происхождения, один из наиболее влиятельных реформаторов практики школьного религиозного образования в Англии, заслуженный профессор Бирмингемского университета, автор многочисленных работ по теории и методологии религиозного образования, практической теологии и инвалидности. Последняя тема связана с личным опытом потери зрения. Сооснователь и бессменный руководитель Международного семинара по религиозному и ценностному образованию ISREV.

## Биография
Джон М. Халл родился в Коррионге (штат Виктория, Австралия) в семье пастора методистской церкви. После получения диплома искусствоведа в университете Мельбурна три года работал школьным учителем, после чего в 1959 году переехал в Англию для изучения теологии в университете Кембриджа. С 1962 года гражданин Великобритании. По окончании университета четыре года преподавал религию в одной из гимназий Лондона, после чего занимался профессиональной подготовкой учителей религиозного образования в Бирмингемском университете, где в 1969 году получил степень доктора теологии. Дважды избирался президентом Национального христианского образовательного совета. В 1971 году стал главным редактором ведущего мирового научного журнала в области религиозного образования British Journal of Religious Education (в то время и до 1978 года — журнал Learning for Living) и занимал эту должность в течение 25-и лет.
Постепенно прогрессирующее заболевание привело в 1983 году к полной потере зрения и глубокому личному кризису, усугублённому разводом. С этого времени богословская и психологическая рефлексия над опытом слепоты входит в число основных тем, над которыми Джон Халл работает до конца жизни. Значительную роль в преодолении кризиса и возобновлении научной карьеры сыграла женитьба на Мэрилин Халл, в браке с которой родились пять детей.
В 1989 году первым в истории Великобритании получил звание профессора религиозного образования. В 1990 году стал деканом факультета образования Бирмингемского университета. В 1992 году — лауреатом премии Уильяма Рейни Харпера, присуждённой Ассоциацией религиозного образования США и Канады «за выдающийся вклад в изучение роли религии в обществе и в особенности религиозного образования».
В 2005 году получил звание почётного доктора образования Амстердамского свободного университета. В 2006 году университет Кембриджа присвоил ему степень доктора наук (Litt.D.) по совокупности публикаций о религиозном образовании. С 2004 года до конца жизни занимал должность профессора практической теологии в Королевском фонде экуменического теологического образования, где отвечал за подготовку англиканских и методистских пасторов.
Джон М.Халл умер 28 июля 2015 года в больнице через четыре дня после неудачного падения в своём доме в Бирмингеме.

## Научная деятельность
В 1975 году в Бирмингеме утверждается первая школьная религиозно-образовательная программа нового образца. Она предлагает углублённое изучение нескольких религий, распространённых на территории Великобритании. Её разработчики — профессора Бирмингемского университета Эдвин Кокс, Майкл Гриммит и Джон Халл. В скором времени бирмингемский подход завоёвывает признание и принимается за образец большинством графств Англии и Уэльса. Помимо феноменологической установки, разработанной к тому времени Нинианом Смартом, подход характеризуется усилением экзистенциально-эмпирической составляющей. Как писал М. Гриммит, «существенной частью задачи была демонстрация способности подхода помогать детям достигать понимания религиозных концепций и верований и вносить вклад в их личностное развитие без привязки к определённой христианской конфессии. Между 1970 и 1975 годами Дж. Халл внёс существенный вклад в решение этой задачи посредством прояснения теологического и педагогического базиса христианского эмпиризма». Многими экспертами в дальнейшем подчёркивалось, что уникальная заслуга Халла состоит в обосновании и защите поликонфессионального подхода и шире — идеи светского религиозного образования — не только с педагогических, но и с теологических позиций.
Другая важная составляющая научных достижений Халла — реабилитация детской религиозной восприимчивости. Вопреки доминировавшему в 1970-е годы представлению о неготовности детей к восприятию религии вплоть до достижения ими стадии формально-операционального мышления, Халл рассматривает ребёнка в качестве субъекта, способного самостоятельно и оригинально мыслить на богословские темы в свойственной ему манере «конкретного мыслителя». В книге «Беседы о Боге с маленькими детьми» Халл подтверждает свою позицию живыми примерами — записями 33-х бесед. В 1980-е годы он инициирует и возглавляет серию проектов, цель которых — распространить уже укрепившийся в средних школах экзистенциально-эмпирический подход к изучению религии на начальную школу. Результатом проектов становится учебно-методический комплект «Дар ребёнку: Религиозное образование в начальной школе», выпущенный в 1991 году.
В 1978 году совместно с Джоном Питлингом (США) Джон Халл основал постоянно действующий семинар по религиозному и ценностному образованию International Seminar on Religious Education and Values, превратившийся впоследствии в крупнейшую международную ассоциацию экспертов в области школьного изучения и преподавания религии. К 2012 году постоянными участниками семинара состоят 240 учёных из 36-ти стран. За более чем 35 лет активной международной деятельности Халл посетил десятки стран, оказав в некоторых из них (Турция, Южная Корея) заметное влияние на образовательную политику. В 2002 году посетил Россию и дал несколько открытых лекций в вузах Санкт-Петербурга.
Джон Халл — автор 10-ти книг, 50-ти глав в коллективных монографиях и множества статей на темы религиозного образования. Две коллективные монографии были при жизни посвящены ему.
Значительная часть научных исследований Халла лежит на стыке педагогики и теологии, однако он разрабатывал и собственно теологические темы. Первая крупная работа в области практической теологии — «Эллинистическая магия и синоптическая традиция» (1974) — стала завершением диссертации по теологии, защищённой в Бирмингеме в 1969 году. Ещё один фокус теологических интересов граничит с политэкономией и состоит в рассмотрении в теологическом дискурсе эволюции денежных систем. В 2000 году была опубликована книга Халла на эту тему на немецком языке: «Бог и деньги». Объединяющим началом разносторонних теологических интересов Халла выступает тема социальной справедливости, которой он уделял особое внимание при подготовке учителей и пасторов в последние годы жизни.

## Деятельность, связанная с инвалидностью
Потеря зрения в 1983 году стала толчком для обращения к вопросам социальной и психологической поддержки лиц с ограниченными возможностями здоровья. В 1990 году выходит книга Халла «Прикосновение к камню: опыт слепоты» , переизданная через семь лет с дополнениями под заголовком «О зрении и прозрении: путешествие в мир слепых» . Известный невролог и писатель Оливер Сакс так прокомментировал эту книгу в журнале «Нью-Йоркер»: «Никому до сих пор не удавалось, насколько я знаю, дать столь мельчайшее, потрясающее (и страшное) описание того, как постепенно угасает не только внешнее, но и внутреннее око, как последовательно теряется визуальная память, визуальное воображение, визуальная координация, визуальное представление… на том необратимом пути к состоянию, которое автор назвал глубокой слепотой».
Осмысление опыта слепоты в контексте христианской культуры привело Халла к размышлениям о негативном образе слепого в Библии, что выразилось в ряде острых статей на эту тему и книге «В начале была тьма: Разговор слепого с Библией» (2001) .
В 1988 году в рамках инициированной Халом программы «Храмы на слух и прикосновение» в 17-и английских соборах были установлены деревянные модели и рельефные схемы для слепых посетителей. В 2003 году вице-президент Тайваня присудил Халлу премию Чжоу Дагуаня «Всемирная любовь и жизнь», которой награждаются лица, внёсшие вклад в помощь инвалидам или преодолевшим собственный физический недуг.

## Книги по религиозному образованию
- Hull, JM (1974) Sense and Nonsense about God (Senior Study Series, No. 1). London: SCM Press; 60pp. ISBN 978-0-334-01490-4
- Hull, JM (1975) School Worship: An Obituary London: SCM Press; 160pp. ISBN 978-0-334-01460-7
- Hull, JM (Ed.) (1982) New Directions in Religious Education (New Directions Series). Lewes, Sussex: Falmer Press; xvi+215pp. ISBN 978-0-905273-30-3
- Hull, JM (1984) Studies in Religion and Education. Lewes, Sussex: Falmer Press; viii+292pp. ISBN 978-0-905273-51-8
- Hull, JM (1985) What Prevents Christian Adults from Learning? London: SCM Press; xii+243pp. ISBN 978-0-334-01784-4. US (1991): Valley Forge, Pa: Trinity Press International. ISBN 978-1-56338-027-3
- Hull, JM (1989) The Act Unpacked: The Meaning of the 1988 Education Reform Act for Religious Education (Birmingham Papers in Religious Education). Derby: CEM; 35pp. ISBN 978-1-85100-060-9
- Hull JM (1991) Mishmash: Religious Education in Multi-Cultural Britain, a Study in Metaphor (Birmingham Papers in Religious Education). UK: Derby: CEM; 47pp. ISBN 978-1-85100-043-2
- Hull, JM (1991) God-Talk With Young Children: Notes for Parents & Teachers(Birmingham Papers in Religious Education). UK: Derby: CEM; 56pp. US: Valley Forge, Pa: Trinity Press International; 77pp, foreword by Maria Harris. ISBN 978-1-56338-028-0. (Also published in German.)
- Grimmitt, M, Grove, J, Hull, JM, & Spencer, L (1991) A Gift to the Child. London: Simon & Schuster; 136pp. ISBN 978-0-7501-0128-8
- Hull, JM (1998) Utopian Whispers: Moral, Religious and Spiritual Values in School. London: Religious and Moral Education Press; 204pp. ISBN 978-1-85175-157-0.